# مال بنینگ
مال بنینگ (انگلیسی: Mal Benning؛ زادهٔ ۲ نوامبر ۱۹۹۳) بازیکن فوتبال اهل بریتانیا است.
از باشگاه‌هایی که در آن بازی کرده‌است می‌توان به باشگاه فوتبال پورت ویل، باشگاه فوتبال منزفیلد تاون، باشگاه فوتبال والسال، و باشگاه فوتبال یورک سیتی اشاره کرد.